# PSLV-C40
PSLV-C40 (المعروف أيضا بسلسلة Cartosat-2  للأقمار الصناعية) هي البعثة رقم 42 لمركبة إطلاق الأقمار الصناعية القطبية الهندية (PSLV) في برنامج التكوين XL. 
تم إطلاق و نشر31 اقمر صناعي بنجاح في مدارات متزامنة مع الشمس.